# Jindřich VI. Štaufský
Jindřich VI. Štaufský (německy Heinrich VI. der Staufer, italsky Enrico VI di Hohenstaufen, listopad 1165, Nijmegen – 28. září 1197, Messina) byl císař Svaté říše římské a také sicilský král z dynastie Štaufů. Proslul také jako mecenáš umění a organizátor křížové výpravy.

## Život

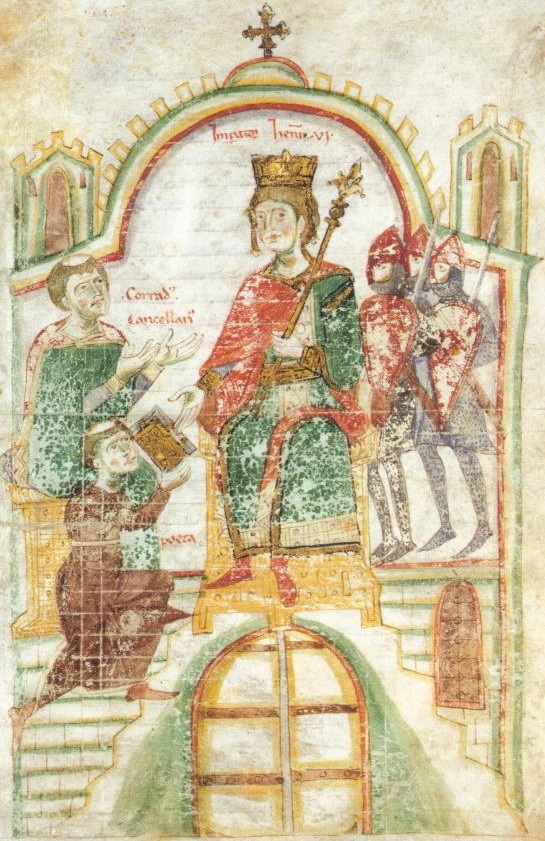
Jindřich VI. (Liber ad honorem Augusti)

Jindřich se narodil jako druhorozený syn Fridricha I. a Beatrix, dcery burgundského hraběte Renauda III.
Již jako čtyřletý byl 15. srpna 1169 korunován v Cáchach římským králem. Roku 1184 se zasnoubil s Konstancií, dědičkou Viléma II. Sicilského, a jejich svatba proběhla 27. ledna 1186. V letech 1189–1190, když byl jeho otec na křížové výpravě, potlačil vzpouru Jindřicha Lva, dřívějšího saského a bavorského vévody. Vilém Sicilský zemřel v listopadu 1189, a tak se pro Jindřicha naskytla šance také na sicilskou korunu, když tu římskou zdědil po otci, který zemřel roku 1190.
V dubnu 1191 byli v Římě korunováni Jindřich a Konstancie císařem a císařovnou, získat sicilskou korunu bylo složitější – jihoitalští šlechtici si vybrali za krále Tankreda, vévodu z Lecce a vnuka sicilského krále Rogera II. Jindřich obsadil Neapol, ale musel se vrátit do Německa kvůli nové revoltě Jindřicha Lva. Konstancie zůstala v Salernu,místní obyvatelé ji vydali Tankredovi a byla propuštěna až na přímluvu papeže Celestýna III., který Tankreda jako sicilského krále potvrdil. K Jindřichovi se obrátilo štěstí, když mu rakouský vévoda Leopold V. Babenberský vydal svého zajatce, anglického krále Richarda Lví srdce – za jeho zajetím ostatně dost možná stál právě Jindřich VI. Za něj Jindřich získal 150 000 stříbrných a s těmito penězi si zajistil armádu k dobytí jižní Itálie.
Když totiž dobyl Kampánii, Apulii, Kalábrii a Sicílii a podřídil si také jak všechna města, tak pevnosti a také všechny odbojníky a obyvatele těch zemí, slavně se navrátil. Významné a přední muže s sebou přece jen odvezl do Německa, aby napříště nemohli sebrat síly, a poručil je držet pod přísným dohledem na svém dobře opevněném a pevném hradě Trifels...
Ansbert
Když proti českému knížeti Václavu II. vystoupil pražský biskup Jindřich Břetislav, Jindřich VI. podpořil biskupa, který u něj vymohl, aby udělil roku 1192 Čechy v léno Otakaru I. O rok později pomohl ke knížecímu titulu Jindřichu Břetislavovi.
Z Jindřicha VI. se stal tak mocný panovník, že dokonce požadoval tribut po Byzantské říši, které Řekové začali říkat alamanikon (německá daň). V roce 1197 jeho tvrdost v Itálii způsobila revoltu. Na Sicílii neoblíbený král odhalil spiknutí normanské šlechty a s pomocí čerstvě dorazivších babenberských posil vyvrátil i poslední útočiště vzbouřenců na hradě Castrogiovanni.
Nebylo žádného útočiště pro obyvatelé té země, kromě jediného hradu San Giovanni, který byl mezi pevnostmi onoho kraje nejpevnější a nejlépe opevněný přirozenou polohou...
Ansbert
Poté následoval soudní proces, který svou krutostí ohromil tehdejší společnost. Zajatci byli upáleni či zaživa rozřezáni pilou nebo nabodnuti na kůl. Jejich vůdci na hlavu přibili rozžhavenou železnou korunu. Zastrašení Normanů bylo díky tomuto krutému divadlu úspěšné. Normany, které držel v zajetí v říši, nechal oslepit a potrestat za zločiny proti majestátu.
28. září 1197 zemřel churavý císař v Messině na malárii a byl pohřben v římském sarkofágu v katedrále v Palermu. Jeho synovi Fridrichovi II. byly necelé tři roky. Když se do Svaté země donesla zvěst o jeho skonu, ukončili říšští křižáci obléhání Toronu a vraceli se zpět do politicky nestabilní říše.